# Африкански езици
Африкански езици – езици на коренното население на Африка.

## Основни групи
- Семитско-хамитски езици
- Нилотски език (по горното течение на река Нил)
- Банту езици
- Судански езици
- Езици на Източен Судан
- Езици койсан (Южна Африка), говорени от хотентоти и бушмени
- Малайски езици